# Vergigny
Vergigny är en kommun i departementet Yonne i regionen Bourgogne-Franche-Comté i norra Frankrike. Kommunen ligger i kantonen Saint-Florentin som tillhör arrondissementet Auxerre. År 2022 hade Vergigny 1 501 invånare.

## Befolkningsutveckling
Antalet invånare i kommunen Vergigny
| Referens: INSEE |